# Zapadnye
Zapadnye är en kulle i Antarktis. Den ligger i Östantarktis. Australien gör anspråk på området. Toppen på Zapadnye är 561 meter över havet.
Terrängen runt Zapadnye är platt västerut, men österut är den kuperad. Trakten är obefolkad. Det finns inga samhällen i närheten.